# Rhynchospora floridensis
Rhynchospora floridensis är en halvgräsart som först beskrevs av Nathaniel Lord Britton och John Kunkel Small, och fick sitt nu gällande namn av Hans Heinrich Pfeiffer. Rhynchospora floridensis ingår i släktet småag, och familjen halvgräs. Inga underarter finns listade i Catalogue of Life.